# Alfred Emmott, I barone Emmott
Alfred Emmott, I barone Emmott (8 maggio 1858 – Londra, 13 dicembre 1926) è stato un economista e politico inglese.

## Carriera politica
Nel 1881, Emmott entrò nel Consiglio Municipale di Oldham, e divenne sindaco della cittadina tra il 1891 e il 1892. Nelle elezioni del 1899, venne eletto a rappresentante del parlamento per Oldham, titolo che mantenne fino al 1911. Dato che l'incarico di rappresentanza prevedeva due rappresentanti, il collega di Emmott era Winston Churchill che ebbe l'incarico dal 1900 al 1906.
Emmott fu il presidente di Ways and Means dal 1906 al 1911 ed entrò nel consiglio privato di sua maestà nel 1908. Nell'ottobre del 1911 divenne Sottosegretario di Stato per le Colonie e nel mese seguente ottenne il titolo di Barone Emmott. Rimase sottosegretario fino al 1914 e poi divenne First Commissioner of Works dal 1914 al 1915.
Emmott fu anche direttore del dipartimento di guerra commerciale dal 1915 al 1919, capeggiò la commissione reale sulla moneta decimale dal 1918 al 1920 e fu presidente della Società Statistica Reale.

## Vita privata
Emmott sposò Mary Gertrude nel 1887, da cui ebbe due figlie. Il 13 dicembre 1926 Lord Emmott morì nella sua abitazione a Londra, e il titolo nobiliare di Barone Emmott si estinse, dato che egli non ebbe figli maschi.